# Estación de Ciudad Real
Ciudad Real, también denominada Ciudad Real-Central, es una estación ferroviaria situada en la ciudad española de Ciudad Real, en la provincia homónima, comunidad autónoma de Castilla-La Mancha. Está situada al este de la ciudad, en la avenida de Europa cerca de la Universidad de Castilla-La Mancha y del parque del Pilar. Cuenta también con amplias conexiones de Media y Larga Distancia.
Fue inaugurada en 1992 tras la puesta en marcha de la línea de alta velocidad Madrid-Sevilla, sustituyendo así a la histórica estación de MZA construida en 1880 en el paseo de Cisneros. Históricamente, Ciudad Real ha tenido una posición relevante dentro de la red ferroviaria española debido a su condición de nudo ferroviario en el que se bifurcaban varias líneas férreas. En el año 2010 su tráfico de Media Distancia superó los 1,2 millones de pasajeros.

## Situación ferroviaria
La estación, que se encuentra situada a 633,84 metros de altitud, forma parte de los trazados de las siguientes líneas férreas:
- Línea férrea de ancho ibérico Manzanares-Ciudad Real, punto kilométrico 262.[3]
- Línea férrea de ancho ibérico Ciudad Real-Badajoz, punto kilométrico 175.[3] Aunque este trazado nace en la ciudad manchega, el kilómetro cero toma como referencia Madrid (a partir de la antigua línea Madrid-Badajoz).
- Línea férrea de ancho internacional y alta velocidad Madrid-Sevilla punto kilométrico 170 748.[4]

## Historia
La actual estación de Ciudad Real se construyó a raíz de la idea de facilitar el acceso a Andalucía con un Nuevo Acceso Ferroviario a Andalucía (NAFA), proyecto que se planteó durante la década de 1980. Hasta entonces en la capital ciudadrealeña había venido funcionando la antigua estación de ferrocarril, construida originalmente por la compañía MZA e inaugurada en 1880. Esta pasó a manos de RENFE en 1941, tras la nacionalización de los ferrocarriles de ancho ibérico.
En 1991 se inició la construcción en la ronda Este de una nueva estación ferroviaria para acoger a la primera línea de alta velocidad construida en España, la Madrid-Sevilla. El recinto fue inaugurado un año después, el 12 de abril de 1992, integrándose en él el nuevo trazado de ancho internacional y las líneas de ancho ibérico que llegaban a la ciudad. En octubre de 1992 entraron en servicio los trenes AVE lanzaderas que hacían el servicio Madrid-Ciudad Real-Puertollano.
Desde el 31 de diciembre de 2004 Renfe Operadora explota las líneas existentes mientras que Adif es la titular de las instalaciones ferroviarias.

## La estación

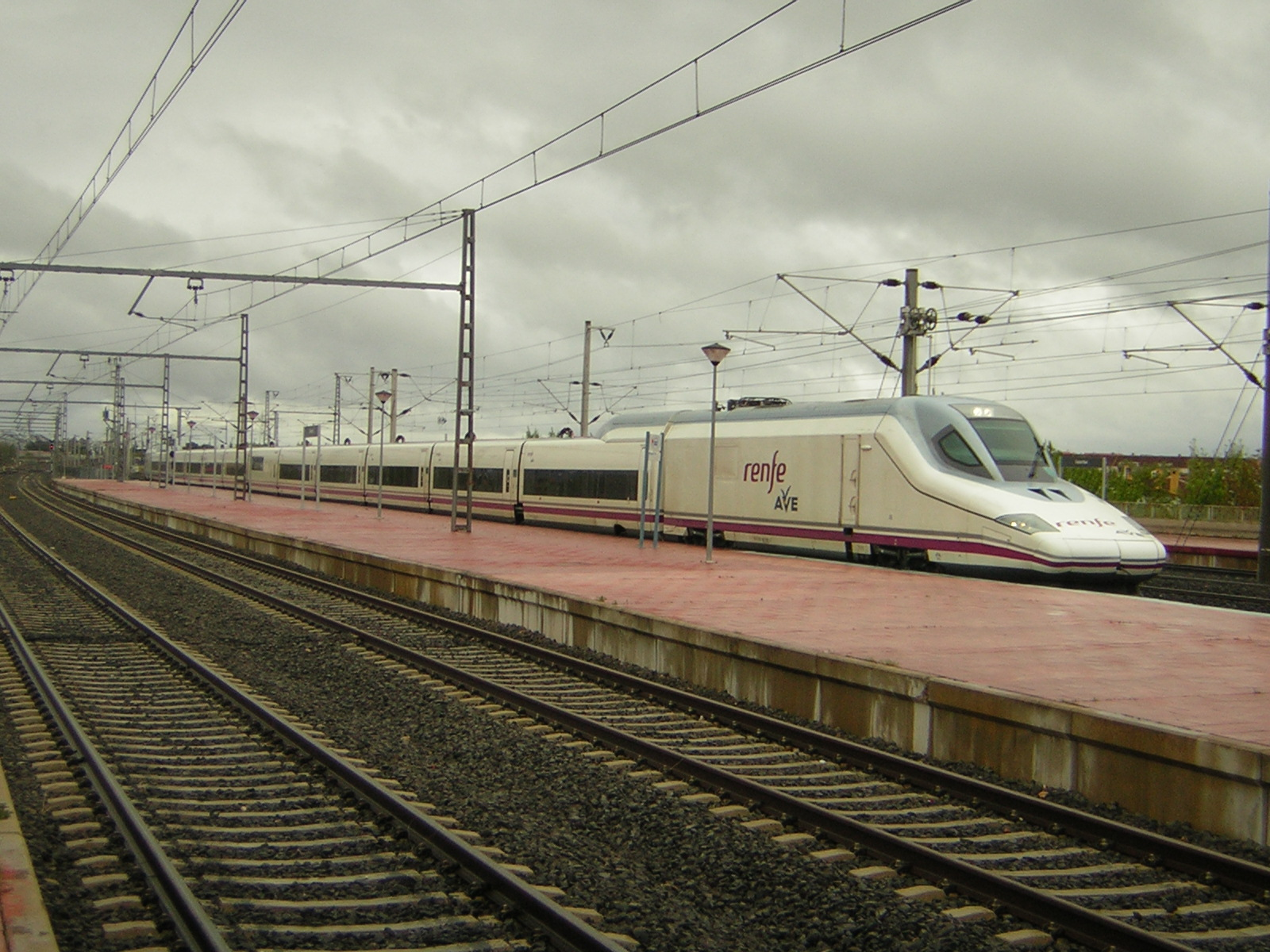
AVE en la estación de Ciudad Real en 2009.

El edificio, levantado en 1992, es una amplia estructura de tres alturas formado por un cuerpo triangular y dos anexos laterales de diferente longitud. Posee un vestíbulo de importantes dimensiones cubierto por un largo tragaluz con forma de pirámide. Cuenta con puntos de información, venta de billetes, máquinas expendedoras, aseos, y varios locales comerciales entre los que hay cafeterías y restaurantes, tiendas de regalos, puntos de información turística, empresas de alquiler de coches y servicios bancarios. También se halla en la 2.ª Planta. Tercer despacho del ala derecha la Asociación de Amigos del ferrocarril de Castilla-La Mancha.
El acceso a los andenes, uno lateral y dos centrales, se realiza principalmente gracias a escaleras mecánicas dado que los mismos se encuentran sobre una plataforma elevada. Ha sido dotada con cuatro vías de ancho internacional (dos sin acceso a andén) y tres vías de ancho ibérico. Estas última tienen la particularidad de ser terminales lo que obliga a los trenes convencionales que quieran continuar su trayecto a invertir su marcha. Eso no sucede con los trenes de alta velocidad ya que las cuatro vías de alta velocidad son pasantes.
En el exterior dispone de varias zonas de aparcamiento habilitadas, así como paradas de taxi y autobuses urbanos.

## Servicios ferroviarios

### Larga Distancia
El tráfico de Larga Distancia abarca los trayectos Madrid-Andalucía y Barcelona-Andalucía principalmente gracias a trenes AVE, Alvia y Altaria. Hasta su supresión en 2011, un tren Arco con parada en la estación unía Barcelona con Extremadura vía Alcázar de San Juan.

### Media Distancia
Por su parte los servicios de Media Distancia enlazan Ciudad Real con destinos como Valencia, Alicante, Madrid, Badajoz o Puertollano. Algunos de estos trayectos se realizan con trenes Avant en régimen de alta velocidad.